# Wilhelm von Minnigerode

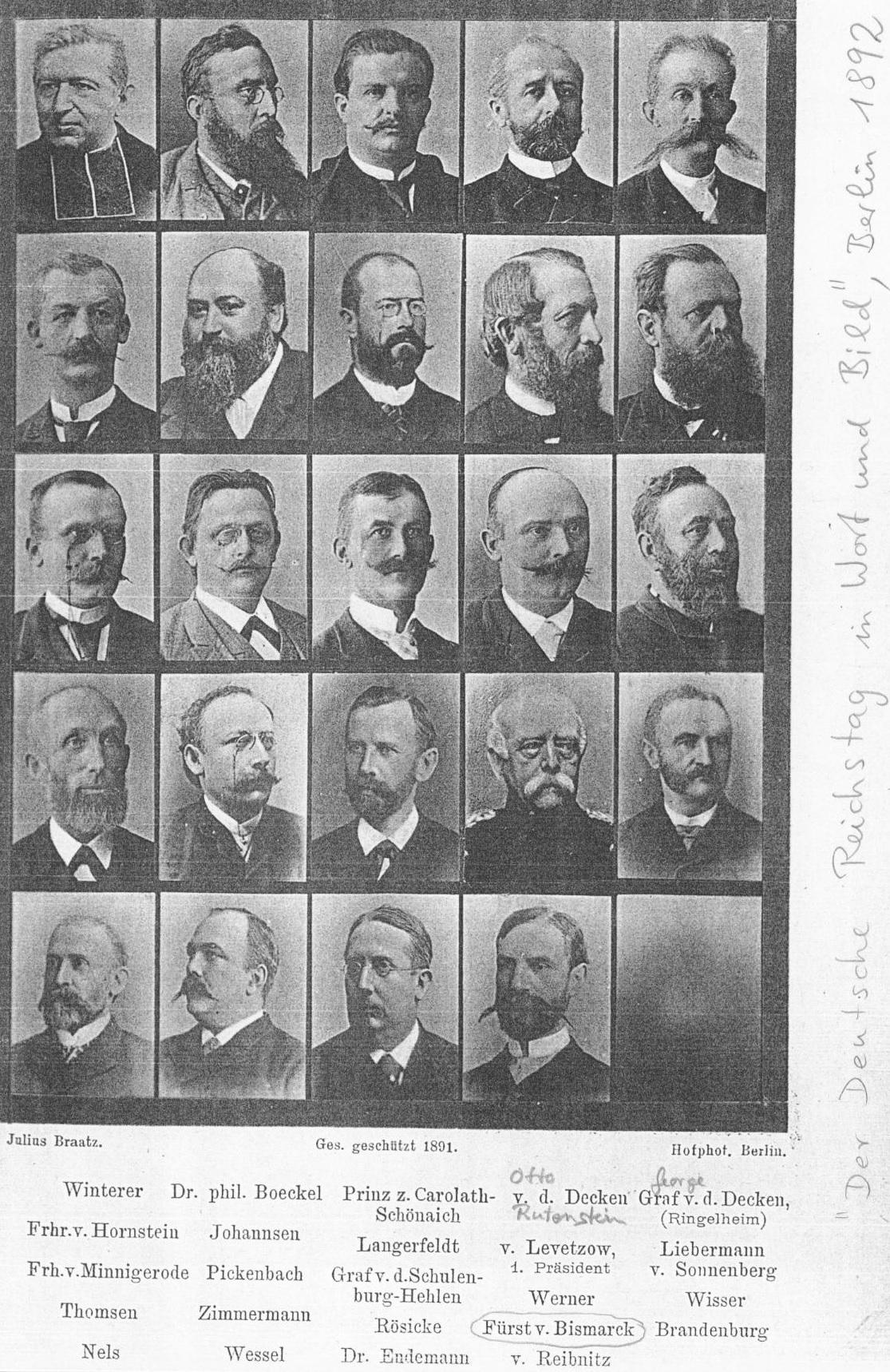
Der deutsche Reichstag in Wort und Bild von Julius Braatz 1892 – rechts in der dritten Zeile Wilhelm von Minnigerode. Unter den weiteren Reichstagsabgeordneten befindet sich auch Otto von Bismarck

Wilhelm Freiherr von Minnigerode (* 28. November 1840 in Braunschweig; † 10. November 1913 in Gries) war ein deutscher Gutsbesitzer, Reichstagsabgeordneter und Führer der Deutschkonservativen Partei.

## Leben
Minnigerodes Eltern waren Ludwig Wilhelm  von Minnigerode (* 10. Mai 1806; † 19. Februar 1853) und dessen Ehefrau Juliane Marie von der Decken (* 15. Dezember 1815; † 29. September 1884).
Er besuchte das Gymnasium in Braunschweig und danach die Ritterakademie in Dom Brandenburg. Nach Ablegung des Abiturientenexamens trat er 1860 in die Gardekavallerie zu Berlin ein, schied aber – nachdem er vier Jahre aktiver Offizier gewesen war – 1865 wieder aus der Armee aus und übernahm die Bewirtschaftung seiner Güter in Ostpreußen. Die Kriege von 1866 und 1870 machte er als Reserveoffizier im Regiment der Garde du Corps mit. Danach wurde er 1871 als konservativer Abgeordneter in den Reichstag gewählt, dem er – mit kurzer Unterbrechung – bis 1884 angehörte. Von 1871 bis 1877 vertrat er als Abgeordneter den Wahlkreis Reichstagswahlkreis Regierungsbezirk Königsberg 7 und von 1878 bis 1884 den Reichstagswahlkreis Regierungsbezirk Danzig 1.
Von 1877 bis 1888 war er auch Mitglied des Preußischen Abgeordnetenhauses. 1884 wurde er in den preußischen Staatsrat berufen und verzichtete auf eine Neuwahl in den Reichstag. Baron von Minnigerode war ein hervorragendes Mitglied und einer der Führer der 1876 gebildeten Deutschkonservativen Partei und vor allem im agrarischen Sinne tätig. 1888 zog er sich aus dem parlamentarischen Leben zurück, nahm aber Ende 1892 bei einer Ersatzwahl noch einmal ein Mandat für das Abgeordnetenhaus an, aus dem er aber 1893 wieder ausschied.
Wilhelm von Minnigerode heiratete am 2. Oktober 1865 Amelie Friederike Caroline Freiin von Schrötter (* 29. November 1846 in Königsberg; † 20. Juli 1902 in Berlin). Sie war die Tochter des preußischen Juristen und Landrates Wilhelm von Schrötter und Besitzerin des Gutes Angnitten mit Warnikam und Golbitten in Ostpreußen. Die Ehe blieb kinderlos.